# اشلند، پریش کونکوردیا، لوئیزیانا
اشلند (به انگلیسی: Ashland) یک منطقهٔ مسکونی در ایالات متحده آمریکا است که در پریش کنکوردیا، لوئیزیانا واقع شده‌است.